# Federico Uclés
Federico Uclés Belmonte, conocido como Fede Uclés, nacido el 2 de mayo de 1993 en Níjar, es un jugador español de baloncesto. Se desempeña habitualmente en la posición de ala-pívot, con una altura de 2,02 metros. Actualmente forma parte de la plantilla de Pallacanestro Vicenza 2012 de la Serie B Nazionale.

## Trayectoria
Debutó en la LEB Oro en la temporada 2011/12 de la mano del CB Granada, pero la desaparición del club nazarí le obligó a empezar de cero en unas competiciones FEB en las que Fede Uclés se fue abriendo paso a base de un carácter ganador con el que redondear su entrega y sacrificio sobre la cancha. 
En 2012/13 disputa la LEB Plata con el ISB Sammic, renovando en la temporada 2013/14. Su gran rendimiento fue advertido por clubes de superior categoría, y así en febrero de 2014 firma con el CB Valladolid para jugar en LEB Oro hasta final de temporada.
En las sucesivas campañas se consolida plenamente en LEB Oro, jugando para Breogán, Castellón y Araberri. En este último club logra su mejor temporada individual, con medias de 8.2 puntos y 5.3 rebotes en 2017/18.
En la temporada 2018/19 firma con el Palma Air Europa, completando la temporada con promedios de 7.1 puntos y casi 4 rebotes por encuentro.
En la temporada 2019-20 y 2020-21, forma parte de la plantilla del Club Melilla Baloncesto de la Liga LEB Oro.
En la temporada 2021-22, firma por el C' Chartres Basket Masculin de la LNB Pro B.
El 27 de agosto de 2022, firma por el CD Póvoa Basquetebol de la Liga Portuguesa de Basquetebol.
El 20 de julio de 2023, firma por el  CB Sant Antoni de la LEB Plata.
El 5 de septiembre de 2024, firma por el Pallacanestro Vicenza 2012 de la Serie B Nazionale.